# 徐廣縉
徐廣縉（1797年—1869年），字仲升，河南省鹿邑县人，或說安徽省太和县人，家族寄籍于鹿邑县，清朝政治人物。

## 生平
徐廣縉於嘉庆二十五年（1820年）考中庚辰科二甲進士，選庶吉士，散館授編修。历任山东、陕西道御史，广西乡试正考官，陝西榆林知府、江西总粮道、福建按察使、顺天府尹、四川、江宁布政使、云南巡抚等。道光二十八年（1848年），接替耆英擔任兩廣總督，期間通過外交交涉，成功阻止英國駐清朝全權公使文咸入廣州城。道光帝特赏其双眼花翎、世袭一等子爵。
1849年8月22日澳門總督亞馬留被沈志亮等刺殺，徐廣縉於8月24日飛檄香山縣令會同香山協副將率領所部馳援澳門附近的炮台，葡萄牙軍隊因此於8月25日佔領澳門半島與中國大陸連島沙堤的要衝關閘，引起拉塔石炮台之戰，徐廣縉、廣東巡撫葉名琛聯名呈送道光皇帝的奏摺中，對雙方軍事衝突、澳葡佔領關閘和北山嶺、列強干涉等事一字不提，而說：「各國均知啞嗎勒凶橫過甚，孽由自取。中國已辦兇犯，尚復何說？數月以來，相安如故，竟無一相助者。...而案情未定，有稽時日，未敢張皇瀆陳，致勞宸廑。今汛兵交出，頭手領回。一切安靜如常。」道光帝批示：「所辦萬分允當，可嘉之至。朕幸得賢能柱石之臣也。」
咸丰元年（1851年），因与赛尚阿镇压广西农民叛亂有功，赏太子太保衔。次年八月，被任命为钦差大臣、湖广总督，赴湖南阻止太平军北上。但未能及時到達，被撤职拿问，交刑部治罪。咸丰三年（1853年）三月到部，五月赦出，交河南巡抚差遣。咸丰七年（1857年），由胜保保奏，赏四品衔，并随胜保办理河南、安徽军务。同年十月因病返乡，不再出仕。同治八年（1869年）卒于家。

## 家族
祖父徐锡智曾任知县，至今保留于太和县的徐氏宗祠即由他始建。

## 著作
著作有《徐仲升奏仪选》、《思补斋诗集》、《自订年谱》等。

## 延伸阅读
[在维基数据编辑]
 《清史稿·卷394》，出自趙爾巽《清史稿》
 在维基共享资源阅览影像